# 北斗白影
北斗 白影（ほくと しろかげ）は、日本の忍者、YouTuber。本名は非公表。甲賀流忍者軍団瀧組主宰。YouTubeチャンネル「NinTube」のメンバー。血液型はAB型。

## 来歴
滋賀県甲賀市に生まれる。幼少期より忍者に親しみ、甲賀の里忍術村を拠点に、在学中から忍者ショーに出演。
1999年10月に甲賀流忍者軍団瀧組を設立し、ショーやイベント・講演会などを行う。活動を通し、日本の伝統でもある忍者と忍術を後世に受け継ぐべく、忍者と忍術の存在と魅力を伝え広める。手裏剣や刀など、本物の武器や道具を使っての実演を披露するスタイルで人気は日本国内に留まらず、海外でのショーなどでも活動する。
2003年8月に学習研究社(現Gakken)より刊行された『歴史群像シリーズ
(71)忍者と忍術』では、「検証　忍びの技」として手裏剣の威力検証や火薬を用いた道具の製作など、様々な忍術の検証を行なっており、古文書に基づく忍術研究的側面も見せている。
2007年、日本テレビ系列のテレビ番組「ザ!鉄腕!DASH!!」7月29日放送回にて、TOKIOの松岡、元サッカー選手岩本らが滋賀を訪れた際、忍術村の「水上走り」で対決するなど、忍者集団瀧組の忍頭として出演した。
2016年には、水口岡山城の復元整備や市民意識高揚を図るイベントで謎解きゲーム「甲賀忍者VS長束正家」のキャラクターとして登場したり、「ゆるキャラと一緒に親子甲冑作り体験」の講師として子ども用の甲冑作りを指導したりと、子ども向けの手腕も示している。
2017年9月、公益社団法人水口青年会議所50周年記念事業として、謎解きとリアル忍者アトラクションを掛け合わせた大規模イベント「NINJA-THE REAL-」を統括運営した。
2021年、「忍者の忍者による忍者のためのYouTubeチャンネル」として忍者嵩丸によって開設された「NinTube」に参入。忍器の製作や実験動画を発信する。 同年10月に刊行された小学館の学習雑誌『小学一年生』12月号では「たいいく　ぜったい　うまく　いく‼︎」と題して体育の魅力向上を図る誌面において、小一モデルの弟子入りする謎の忍者として掲載された。
2022年10月22日には参加型イベント「忍夜討」
を運営し、出演したプロモーション映像が人気を博した。また、10月13日よりラジオ配信を開始。
2023年2月26日、FNS系全国ネット「ニッポンわが町うどんMAP5」に滋賀県甲賀市の特徴を表現する忍者として冒頭に登場した。6月には、NHK Eテレの教育エンターテイメント番組「みいつけた!」に出演し、繰り返し放送されている。同じく6月、三重テレビ放送の「NINJA〜忍び者の生きる道〜」にも出演した。また、7月にはYouTubeチャンネル「不思議大百科」にも登場した。
2024年、甲賀市の広報誌「甲賀市広報こうか」2月号において、巻頭特集で「ナチュラル・ボーン忍者」として掲載された。
また、出演した国際観光映像祭出品作がArt&Creativity2位を受賞。甲賀流忍者!ぽんぽこ・ピーナッツくんによる4月25日発売の書籍『POKOPEA』に多数の写真やイラスト化された姿が掲載された。10月は、eo光テレビの番組「ときめき！ はじめちゃん　～はじめのだいいっぽ～」に出演した。11月には、関西テレビ放送の「ちゃちゃ入れマンデー」で「滋賀vs長野vs群馬 忍者村対決」に出演した。

## 人物
- 座右の銘は「百考不如一行」[21]。